# Niemeyersche Karte

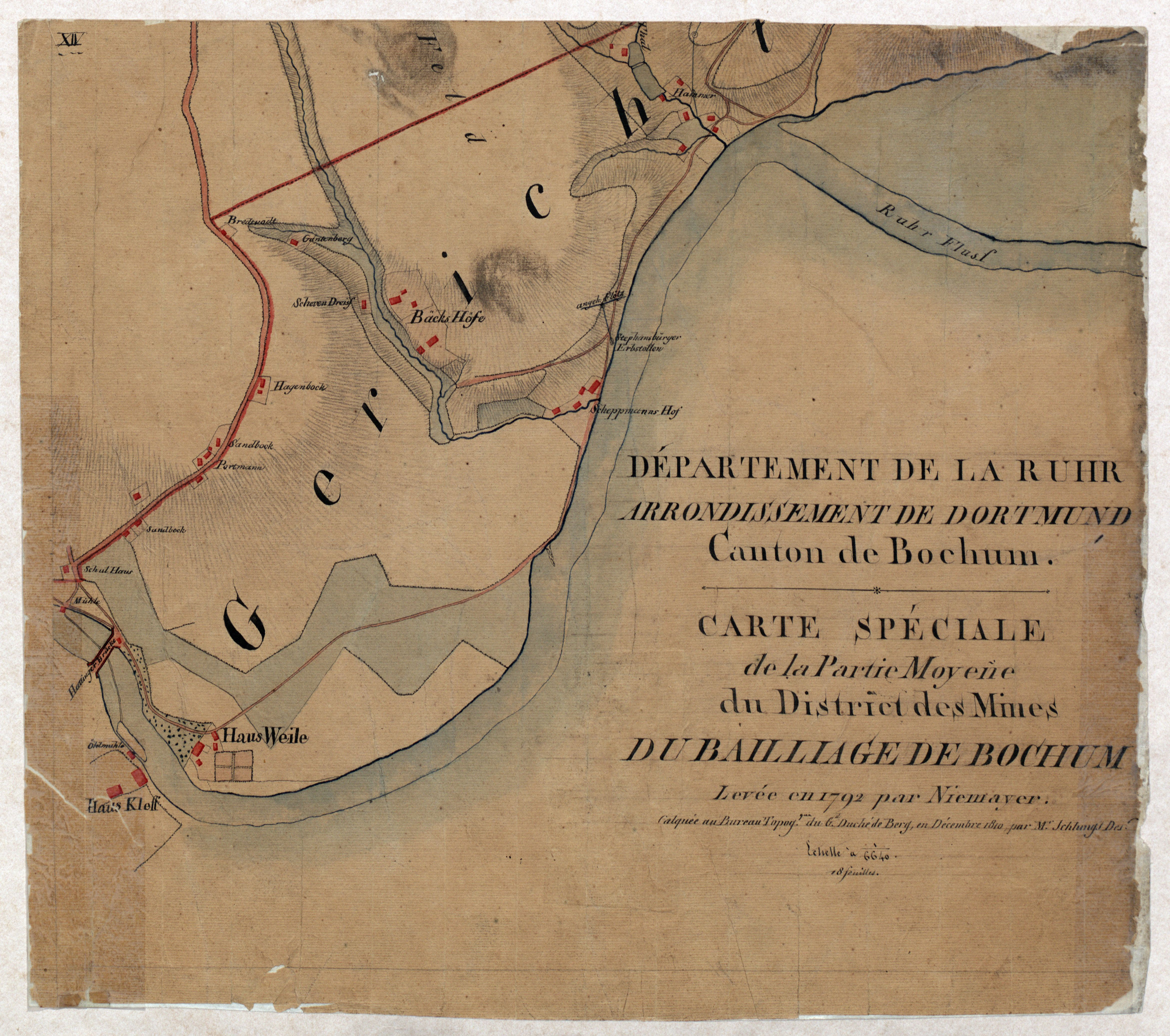
Département de la Ruhr, Arrondissement de Dortmund, Canton de Bochum. Carte spéciale de la Partie Moyen[n]e du District des Mines du Bailliage de Bochum, Blatt XIV

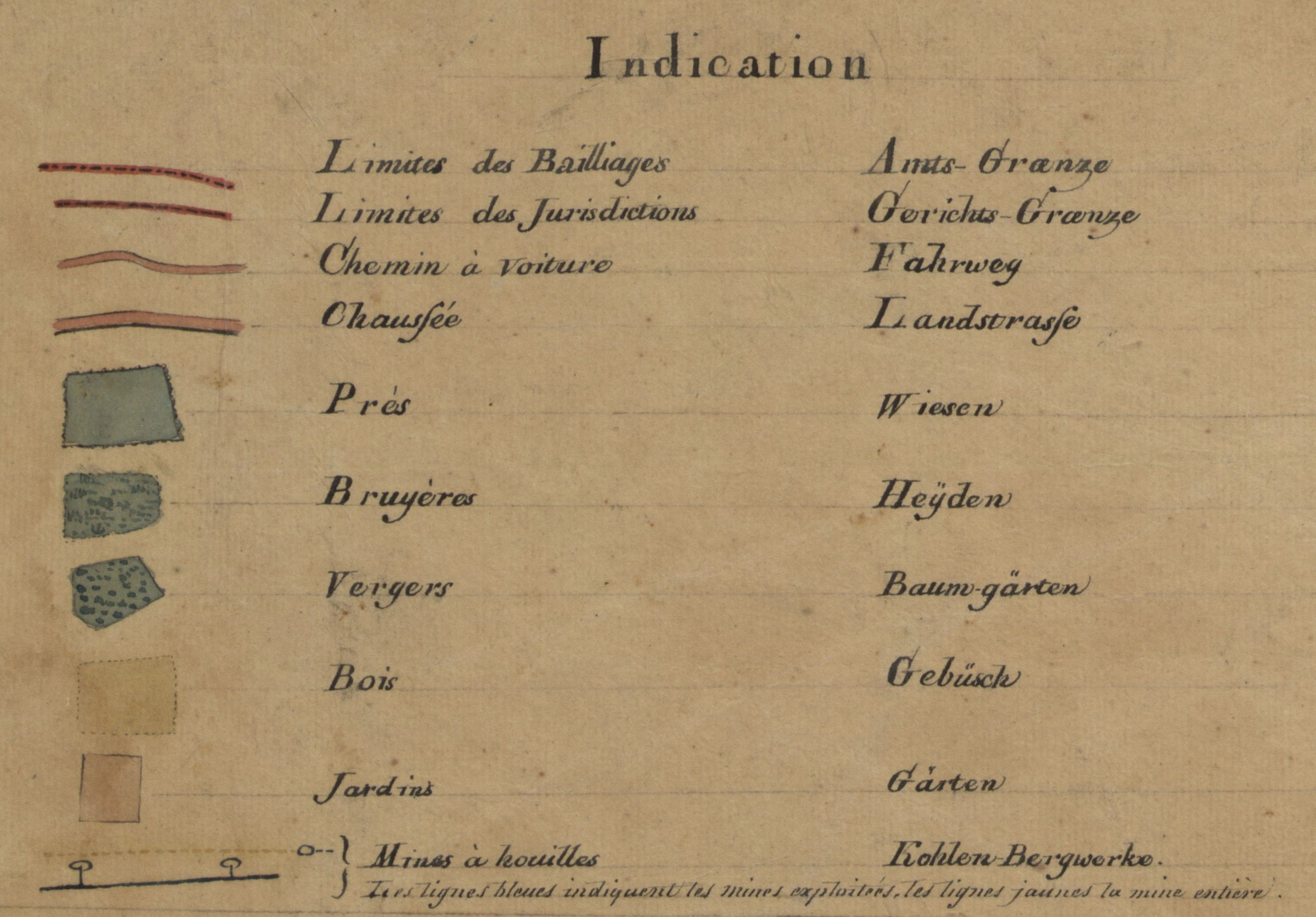
Legende, 1791

Die Niemeyersche Karte, auch als französisch Carte speciale des mines bekannt, ist das erste umfassende Kartenwerk über das märkische Bergbaurevier. In der Karte sind alle Bergwerke aus dem 18. Jahrhundert des märkischen Bergreviers (östliches Ruhrgebiet) mit ihren Stollen und Schächten eingetragen. Es ist im Original kaum mehr vorhanden, aber in einer französischen Abzeichnung.

## Geschichte
Im Jahr 1784 befuhr der Leiter des märkischen Bergreviers, der Freiherr vom Stein, das Revier. Um einen Überblick über den Zustand sämtlicher Bergwerke zu bekommen, ließ er diese auflisten und protokollieren. Vom Stein wollte so erfahren, wie die Lagerstätten besser auszubeuten waren. Die vorhandene Zechenkarte Johann Christoph Müllers war nicht umfangreich und detailliert genug.
Um ein umfassendes Kartenwerk über das märkische Bergrevier zu bekommen, beauftragte Stein den aus dem Harz stammenden Markscheider Johann Friedrich Conrad Niemeyer (1759–1814), eine Bergbaukarte des märkischen Reviers zu erstellen. Niemeyer arbeitete beim Oberbergamt Wetter, das in der Burg Wetter untergebracht war. Niemeyer begann im Jahr 1787 mit der Erstellung des Kartenwerks und stellte es im Jahr 1794 fertig.
Unter Napoleon Bonaparte wurde die Karte zwischen 1811 und 1813 detailgenau abgezeichnet. Der dem Staatsarchiv Münster vorliegende Bestand umfasst 185 Blätter im Maßstab 1:6640, die eine Fläche von 850 Quadratkilometern darstellen. Die Blätter wurden von Schlungs, Bureau Topog[raphi]que du G[ran]d Duché de Berg, herausgegeben. Aus diesem Grund trägt diese Karte auch den französischen Namen „Carte speciale des mines“ oder „Carte speciale des Mines du District de Wetter“. Der Name wurde hier falsch Niemayer geschrieben. Das Département Ruhr bestand von 1806 bis 1813. Vom Niemeyerschen Originalkartenwerk existieren noch einige Blätter im Landesarchiv NRW, Abteilung Westfalen in Münster.
Dem Preußischen Staatsarchiv liegt ferner die „Karte der Ruhrgegend von Linden bis Steele“ vor, die 1819 von H. A. G. Schmitz zu Ausbildungszwecken vermutlich als Hochzeichnung der Niemeyer-Karte angefertigt wurde.
Johann Ehrenfried Honigmann (1775–1855) arbeitete unter Niemeyer als Markscheider beim Oberbergamt Wetter. Er fertigte als eine verkleinerte Zusammensetzung der Inhalte der Niemeyerschen Karten die „Charte der Steinkohleflöze in der Grafschaft Marck“ im Maßstab 1:20.000 an. Die 1,70 m mal 0,85 m große Karte befindet sich Original im Deutschen Bergbau-Museum.

## Aufbau und Umfang
Das Kartenwerk von Niemeyer setzt sich aus sieben Distrikt-Karten mit jeweils durchschnittlich 17 Blättern zusammen. Insgesamt umfasst das Kartenwerk rund 120 Blätter. Die einzelnen Blätter haben keinen einheitlichen Blattschnitt. Die Blätter jeder einzelnen Distrikt-Karte lassen sich aneinanderlegen. Pro Blatt wird im Durchschnitt eine Tagesoberfläche von 6,3 km2 abgebildet. Das ganze Kartenwerk bildet eine Fläche von 756 km2 ab.
Die ersten Karten wurden zunächst im Maßstab 1:6666 2⁄3 gezeichnet. Dieser Maßstab ergab sich aus den Einheiten Fuß und Lachter (1 rheinländischer Fuß entsprach 1000 preußischen Lachtern; 0,3138535 m : 20924 m). Um den Maßstab des Kartenwerks zu vereinheitlichen, erstellte es Niemeyer dann im Maßstab 1:6640. Die Karten entsprechen nicht den heutigen Standardkarten. Bei den Karten wurde nicht der Blattschnitt an die Karten angepasst, sondern umgekehrt.
Neben den übertägigen topographischen Punkten wurden auch insgesamt 94 Bergwerke in die Karte eingetragen:
- 42 Bergwerke aus dem Gerichtsbezirk Wetter
- 35 Bergwerke aus dem Gerichtsbezirk Herbede
- 3 Bergwerke aus dem Gerichtsbezirk Stiepel
- 5 Bergwerke aus dem Gerichtsbezirk Hattingen
- 9 Bergwerke aus dem Bezirk des Hochgerichts Schwelm[6]

Das Kartenwerk weist nach heutigem Erkenntnisstand eine Genauigkeit von plus/minus zehn Metern auf.
Dargestellt werden ferner:
- Landstraßen und Fahrwege
- Berge und Täler (Schraffur)
- Gewässer
- Bebauung (Städte, Dörfer, Einzelgehöfte, Adelssitze) inklusive Beschriftung
- politische Grenzen

## Distrikt-Karten
Die französische Ausgabe umfasst:
| Titel                                                                             | Übersetzung                                                      | Jahr (Original) | Jahr (Kopie) | Anzahl Kartenblätter (Feuilles) | Orientierung |
| --------------------------------------------------------------------------------- | ---------------------------------------------------------------- | --------------- | ------------ | ------------------------------- | ------------ |
| Carte spéciale des Mines du District de Wetter                                    | Spezialkarte der Bergwerke des Distrikts Wetter                  | 1787            | 1810         | 12                              |              |
| Carte spéciale des Mines du District de Blankenstein                              | Spezialkarte der Bergwerke des Distrikts Blankenstein            | 1788–1789       | 1811         | 14                              |              |
| Carte spéciale d’un Partie du District des Mines de Blankenstein                  | Spezialkarte eines Teils des Bergwerksdistrikts von Blankenstein | -               | -            | 9                               | Westen       |
| Carte spéciale de la Partie Orientale du District de Hörde                        | Spezialkarte des östlichen Teils des Distrikts Hörde             | 1790            | 1813         | 22                              |              |
| Carte spéciale de la Partie Occidentale du District de Hoerde                     | Spezialkarte des westlichen Teils des Distrikts Hoerde           | 1790            | 1813         | 24                              |              |
| Carte spéciale de la Partie Orientale du District des Mines du Baillage de Bochum | Spezialkarte des östlichen Bergwerksdistrikts des Amts Bochum    | 1791            | 1813         | 22                              |              |
| Carte spéciale de la Partie Moyene du District des Mines du Baillage de Bochum    | Spezialkarte des mittleren Bergwerkdistrikts des Amts Bochum     | 1792            | -            | 18                              |              |
| Carte spéciale de la Partie Septentrional du Baillage de Bochum                   | Spezialkarte des nördlichen Bereichs des Amts Bochum             | 1793            | 1810         | 20                              |              |
| Supplement à la Partie Septentrional du Baillage de Bochum                        | Ergänzungskarte des nördlichen Bereichs des Amts Bochum          | 1793            | 1810         | 5                               |              |